# 新州 (普通)
新州，中国南北朝时南梁设置的州。
南梁梁武帝普通八年（527年）郢州刺史元樹討平蠻族田金生，置新州，治所在新陽縣（今湖北省京山县）。下轄梁寧郡新陽縣、富水郡富水縣。梁簡文帝大寶二年（551年）三月，新州刺史李漢歸順北齊。西魏佔據，改新州為溫州。